# 関口シンゴ
関口 シンゴ（せきぐち シンゴ、1982年 - ）は、日本のギタリスト、作曲家、編曲家、音楽プロデューサー。東京都出身。origami PRODUCTIONS所属。Ovallのギタリストでもある。

## 人物
楽曲制作、録音、ミキシングまでを自らこなすマルチクリエイター。ジャズ、ソウル、ロック、ポップスなどを独自のセンスで解釈した音作りが世界中から賞賛される。
トラックメイカー/ベーシストのShingo Suzuki、トラックメイカー/ドラマーのmabanuaとのバンド・プロジェクト「Ovall」、風景・映像の浮かぶ音楽をコンセプトにしたソロプロジェクト「vusik」、こだまかおる (Vo)とのユニット「EART」など、様々なプロジェクトで活動を展開。
プロデューサー、ギタリストとしてCHARA、秦基博、矢野顕子、柴咲コウ、藤原さくら、渡辺シュンスケ/Schroeder-Headz、Azumi、YOSHIKA、カコイミク、BENI、あいみょん、Kie Katagi(jizue)、Wouter Hamel、Shing02、福原美穂、SOUR、ヤセイ・コレクティブ、さかいゆう、Hiro-a-key、Monica、米津玄師、アイナ・ジ・エンド、ASOBOiSM、川崎鷹也などをサポート。また、NTTドコモ（カンヌライオンズ 国際クリエイティビティ・フェスティバルで3部門入賞）、資生堂、リクルート、東急プラザ、文部科学省、三菱自動車工業、バンホーテン、ギブソン、ハピネットなどのCMやJ-WAVEのジングル楽曲制作など各方面で活躍。

## 来歴
14歳の時に友人たちとX JAPANのコピーバンドを結成しギターを始める。高校生になるとスティーヴィー・レイ・ヴォーンのアルバム『テキサス・ハリケーン』を聴いたことでブルースにのめり込むようになり、トモ藤田のレッスンを2年ほど受ける。
20歳から作曲活動を開始。
2009年、Shingo Suzuki、mabanuaと共にバンドOvallを始動。
2014年、「関口シンゴ」名義でソロ活動を開始。ギター弦のブランド・ELIXIR Stringsとエンドースメント契約。
2015年、「関口シンゴ」名義でビクターエンタテインメントよりソロアルバム『Brilliant』をリリースし、メジャー・デビュー。アルバム収録曲が6曲タイアップとして使用されるなど各所で話題を呼び、FUJI ROCK FESTIVAL、GRASSY MUSICなど数多くのフェスに出演。

## ディスコグラフィ

### アルバム
|     | 発売日        | タイトル  | 規格        | 規格品番   | レーベル             | 備考 |
| --- | ------------- | --------- | ----------- | ---------- | -------------------- | --- |
| 1st | 2015年3月4日  | Brilliant | CD          | VICL-64305 | Victor Entertainment | オランダ出身の男性ジャズ歌手ウーター・ヘメル、オランダの歌姫ジョヴァンカ、日本の女性シンガーiri、Ovallのmabanuaらが参加している。 |
| 2nd | 2023年12月6日 | Tender    | Digital、CD | OPCA-1056  | ORIGAMI PRODUCTIONS  | |

### シングル
|  | 発売日         | タイトル                        | 規格 | 規格品番 | レーベル            | 備考                                                                                  |
|  | -------------- | ------------------------------- | ---- | -------- | ------------------- | ------------------------------------------------------------------------------------- |
|  | 2019年12月13日 | Luminous for Electric Moon Xmas | 配信 |          |                     | 坂本美雨 with 関口シンゴ 名義。2019年 二子玉川ライズ クリスマステーマソング           |
|  | 2020年2月7日   | North Wing                      | 配信 |          | origami PRODUCTIONS | 『Lo-Fi Hip Hop, Soul from origami PRODUCTIONS -Pray for Australia-』より先行リリース |

## 主な参加作品
| アーティスト名     | タイトル                                                             | 収録作品                                                     | 役割                     |
| ------------------ | -------------------------------------------------------------------- | ------------------------------------------------------------ | ------------------------ |
| アイナ・ジ・エンド | 「死にたい夜にかぎって」                                             | 『死にたい夜にかぎって』                                     | プロデュース             |
| アイナ・ジ・エンド | 「彼と私の本棚」                                                     | 『内緒』                                                     | ギター                   |
| アイナ・ジ・エンド | 「残して」 「神様」 「おでかけワンピース」                           | 『THE ZOMBIE』                                               | プロデュース             |
| あいみょん         | 「どうせ死ぬなら」                                                   | 『憎まれっ子世に憚る』                                       | プロデュース             |
| あいみょん         | 「今日の芸術」 「君がいない夜を越えられやしない」                    | 「生きていたんだよな」                                       | プロデュース             |
| あいみょん         | 「ハッピー」                                                         | 「愛を伝えたいだとか」                                       | プロデュース             |
| あいみょん         | 「マトリョーシカ」 「いつまでも」                                    | 『青春のエキサイトメント』                                   | プロデュース             |
| あいみょん         | 「わかってない」                                                     | 「満月の夜なら」                                             | プロデュース             |
| あいみょん         | 「二人だけの国」 「プレゼント」 「恋をしたから」 「GOOD NIGHT BABY」 | 『瞬間的シックスセンス』                                     | プロデュース             |
| あいみょん         | 「鯉」                                                               | 『ハルノヒ』                                                 | プロデュース             |
| あいみょん         | 「テレパしい」                                                       | 『真夏の夜の匂いがする』                                     | プロデュース             |
| あいみょん         | 「葵」                                                               | 『空の青さを知る人よ』                                       | プロデュース             |
| あいみょん         | 「シガレット」 「朝陽」 「ポプリの葉」                               | 『おいしいパスタがあると聞いて』                             | プロデュース             |
| あいみょん         | 「森のくまさん」                                                     | 『ハート』                                                   | 編曲                     |
| あいみょん         | 「強くなっちゃったんだ、ブルー」                                     | 『瞳へ落ちるよレコード』                                     | 編曲                     |
| あいみょん         | 「リズム64」 「偽者」                                                | 『猫にジェラシー』                                           | プロデュース             |
| 伊東歌詞太郎       | 「ランダムウォーク」                                                 | 『魔法を聴く人』                                             | プロデュース、作曲、編曲 |
| 瑛人               | 「僕はバカ」 「またね feat. 松本千夏」 「ハピネス」                  | 『すっからかん』                                             | プロデュース             |
| AmPm               | 「more feat. DedachiKenta & FUNTYM」                                 |                                                              | 作曲、ギター             |
| おおきゆりね       | 全曲                                                                 | 『劇的生活』                                                 | プロデュース             |
| 上白石萌音         | 「きみに」                                                           | 『and…』                                                     | アレンジ                 |
| Kie Katagi (jizue) | 「Forest Orb」                                                       | 『Serendipity』                                              | プロデュース             |
| さかいゆう         | 『Summer Again Ep』                                                  |                                                              | ギター                   |
| さかいゆう         | 「SO RUN」 「サマーアゲイン」 「The Stranger」                       | 『4YU』                                                      | ギター                   |
| 坂本美雨           | 「タベタイ」                                                         |                                                              | 編曲                     |
| 坂本美雨           | 「タベタイNO！」                                                     |                                                              | 編曲                     |
| 坂本美雨           | 「golden child」                                                     | 『あなたがだれのこどもであろうと』                           | プロデュース             |
| SALU               | 「東京ローラーコースター feat. FRAME a.k.a FAKE ID for Refugeecamp」 | 『INDIGO』                                                   | プロデュース             |
| s**t kingz         | 「Lovin’s on Your Mind」                                             | 『The Library』                                              | プロデュース             |
| s**t kingz         | 「Too much to choose feat. FiJA」                                    | 『踊救急箱』                                                 | プロデュース             |
| 柴咲コウ           | 「若者のすべて」                                                     | 『こううたう』                                               | アレンジ                 |
| sugar me           | 全曲                                                                 | 『6 femmes』                                                 | トータルプロデュース     |
| Schroeder-Headz    | 「Seeds feat. 関口シンゴ」                                           | 『ゲスト・スイート』                                         | ギター                   |
| 私立恵比寿中学     | 「星の数え方」                                                       | 『MUSiC』                                                    | アレンジ                 |
| Stella.J.C         | 『Stronger Every Day』                                               |                                                              | プロデュース             |
| Softly             | 「恋心よあたしにきっと幸あれ (X’mas Remix)」                         | 『恋心よあたしにきっと幸あれ (X’mas Remix)』『ふたりの距離』 | リミックス               |
| Softly             | 「DRIVE」                                                            | 『ふたりの距離』                                             | プロデュース             |
| Hubert Tas         | 「Blue」                                                             | 『Unfinished』                                               | ギター                   |
| CHARA              | 「Secret Garden」                                                    | 『Secret Garden』                                            | ギター                   |
| 土岐麻子           | 「Jubilee」 「I Miss You」                                           | 『HOME TOWN 〜Cover Songs〜』                                | プロデュース             |
| 土岐麻子           | 「close to you」 「Apple pie in the sky」                            | 『Twilight』                                                 | プロデュース             |
| 中田裕二           | 「THE OPERATION」                                                    | 「THE OPERATION / IT’S SO EASY」『thickness』                | プロデュース             |
| 白鲨JAWS           | 「彗星」「一直拼盡全力就好了」                                       | 『JAWS, Vol. 1』                                             | プロデュース             |
| 白鲨JAWS           | 「洛希極限」                                                         | 『在我醒來之後』                                             | 編曲                     |
| ハナレグミ         | 「on & on」                                                          | 『発光帯』                                                   | プロデュース、ギター     |
| 藤原さくら         | 「maybe maybe」 「good morning」                                     | 『good morning』                                             | プロデュース             |
| 藤原さくら         | 「play with me」 「sakura」 「Necklace」                             | 『PLAY』                                                     | プロデュース             |
| 藤原さくら         | 「play sick」                                                        | 『PLAY』                                                     | ギター                   |
| 藤原さくら         | 「Super good」 「Waver」                                             | 『SUPERMARKET』                                              | 編曲                     |
| 藤原さくら         | 「mother」                                                           | 『AIRPORT』                                                  | 編曲                     |
| 村上佳佑           | 「二人だけの愛」                                                     | 『Beautiful Mind』                                           | ギター                   |
| 村上佳佑           | 「ビネット」                                                         | 『Circle』                                                   | プロデュース             |
| Michael Kaneko     | 「Separate Seasons」                                                 | 『Westbound EP』                                             | 共同プロデュース         |
| Monica             | 「This Is My Wish」                                                  | 『This Is My Wish』                                          | ギター                   |
| 矢野顕子           | 「わたしとどうぶつと。」                                             | 『Welcome to Jupiter』                                       | ギター（Ovall）          |
| YOSHIKA            | 「Autumn」 「Tell Him」                                              | 『YOSHIKA』                                                  | プロデュース             |
| 4tsunoha           | 『Mo Trip』                                                          |                                                              | プロデュース             |
| 吉澤嘉代子         | 「おとぎ話のように」                                                 | 『ミューズ』                                                 | ギター                   |
| 米津玄師           | 「感電」                                                             | 『STRAY SHEEP』                                              | ギター                   |
| Leola              | 「Puzzle」                                                           | 『Puzzle』                                                   | プロデュース             |
| 和田アキ子         | 「リフレイン」                                                       | 『WADASOUL 2』                                               | ギター                   |

## 劇伴、CM、TV出演など
- ギブソン「Gibson Brands Showroom TOKYO」 - ブランド オフィシャルサイトの紹介映像にオリジナル楽曲を提供（2015年）
- J-WAVE - ステーション・ジングルをSWING-O、Shingo Suzuki、Kan Sanoらorigami PRODUCTIONS所属アーティストたちと制作（2015年4月〜）
- 雑誌「ギター・マガジン2016年4月号」 - エフェクター特集にオリジナル楽曲提供
- 不動産・住宅情報Webサイト「スーモ」 - テレビCM「最後の上映会（宝もの）篇」に使用されたKiroro「未来へ」のカバーにマルチ・アーティストのMARTER（vo）と共にギターで参加（2016年）
- 文部科学省と民間企業協働の留学促進キャンペーン「トビタテ!留学JAPAN」 - プロモーションWEBムービーに演奏参加（2016年）
- マニュライフ生命 - 公式アプリ「Manulife WALK」のCM音楽制作（2016年）
- スカパー! - 「UEFAチャンピオンズリーグ“オールスター編”」CM楽曲制作（2016年）
- 九州電力 - テレビCMで藤原さくらが歌う楽曲をアレンジ（2016年）
- 関テレ制作ドラマ「僕たちがやりました」 - オリジナルサウンドトラックをShingo Suzuki、mabanua、Kan Sano、Hiro-a-key、Michael Kanekoらorigami PRODUCTIONS所属アーティストたちと制作（2017年）
- レクサス - 「CRAFTED FOR LEXUS」Webムービーの楽曲制作（2017年）
- J-WAVE - ラジオ番組「GOOD NEIGHBORS」の番組OPジングルとBGMを制作（2017年4月〜）
- IKEA...新生活キャンペーン「なにから始める?新生活」のCM楽曲制作（2017年）
- テレビ朝日系金曜ナイトドラマ「dele」 - オリジナル・サウンドトラックをShingo Suzuki、mabanua、Kan Sanoらorigami PRODUCTIONS所属アーティストたちと共に、コムアイ、岩崎太整、DJ MITSU THE BEATSとコラボして制作（2018年）
- Xperia - 「X peria Ear」のCM楽曲制作（2018年）
- Pioneer - 「AVHレシーバー」のWebムービーのために、Michael Kaneko とコラボ楽曲を制作
- メンズスキンケアブランド「BULK HOMME」 - Webムービーの楽曲制作
- 日本ハム - ソーセージ「アンティエ」のCM音楽制作（2019年）
- アサヒ飲料 - 「『カラダカルピス』500メカニズム映画祭」の山下敦弘監督作品『idle time』と片山慎三監督作品『ROCK’N ROLL』の楽曲制作（2019年）
- スズキ・アルト - Raul Midon「For Your Love (Stevie Wonder cover)」CM楽曲 Gt.で参加（2019年6月）
- テレビ朝日系列 - 「関ジャム 完全燃SHOW」（2019年9月22日）
- ギターマガジン 掲載（2019年10月号）
- 「THIS SOUNDS GOOD?展 #渋谷 x 都市 #青森 x 農林水産業」参加（2020.4.23〜4.29）

## ライブサポート
- Azumi
- 尾崎裕哉
- カコイミク
- KOJOE
- SOUR
- s**t kingz
- sugar me
- Citta & Tres Gitanos
- 秦基博
- 福原美穂
- 藤原さくら
- Yasei Collective
- 坂本美雨
- Wouter hamel

## タイアップ
| 楽曲                 | タイアップ                                                               | 起用年 |
| -------------------- | ------------------------------------------------------------------------ | ------ |
| Moment               | 鹿児島県観光PR動画キャンペーン 『KAGOSHIMA Energetic Japan』テーマソング | 2014年 |
| My Favorite Avenue   | メガネブランド展示会「FOCUS 2014」テーマソング                           | 2014年 |
| Wings feat. Giovanca | アパレルブランドCHUMS「CHUMS 2014 FALL AND WINTER」テーマソング          | 2014年 |
| Feel It All The Time | アパレルブランドCHUMS「CHUMS 2015 Spring and Summer」テーマソング        | 2015年 |
| 繋いだ未来feat. iri  | 映画テラスハウス クロージング・ドア挿入歌                                | 2015年 |